# Hoàng Đình Thể
Hoàng Đình Thể (黄廷體, ?-1786) là tướng nhà Lê trung hưng trong lịch sử Việt Nam. Ông tham gia cuộc nam tiến đánh chiếm Phú Xuân và trấn giữ thành này chống lại quân Tây Sơn năm 1786.

## Đánh dẹp Bắc Hà
Hoàng Đình Thể đỗ Đồng tạo sĩ ưu trúng hạng khoa Nhâm Thân niên hiệu Cảnh Hưng 13 đời vua Lê Hiển Tông (năm 1752), ông là người làng Hà Thượng, huyện Thuần Lộc (nay là xã Thuần Lộc, huyện Hậu Lộc) tỉnh Thanh Hóa, Việt Nam, là con nuôi của Việp công Hoàng Ngũ Phúc, dòng dõi Thái tể Vinh quốc công Hoàng Đình Ái.
Ông có ba người con trai là Hoàng Đình Duệ, Hoàng Đình Khuê, Hoàng Đình Đức đều đỗ Tạo sĩ.
Là người dũng cảm gan dạ, ông được chúa Trịnh Sâm dùng làm tướng, sai trấn thủ Hưng Hóa. Hoàng Đình Thể được Tĩnh Đô vương Trịnh Sâm giao chức Đốc lĩnh, phối hợp cùng Đoàn Nguyễn Thục tấn công nghĩa quân Hoàng Công Toản (con của Hoàng Công Chất Ở Tây Bắc. Sau chiến thắng này ông được phong chức Thái Tể.
Năm 1769, Hoàng Đình Thể giữ ấn Binh nhung tướng, đốc quân Tuyên Quang và Hưng Hóa cùng Nguyễn Phan, Bùi Thế Đạt tấn công hoàng thân Lê Duy Mật cát cứ ở Trấn Ninh, giành thắng lợi. Sau khi dẹp xong Lê Duy Mật, Hoàng Đình Thể có nhiều công lao, được thăng chức 13 lần công một lúc.

## Đánh Phú Xuân
Năm 1774, Trịnh Sâm nhân lúc chúa Nguyễn phải đối phó với quân Tây Sơn nổi dậy ngày càng lớn mạnh, bèn sai Hoàng Ngũ Phúc mang 3 vạn quân vào đánh Thuận - Quảng. Hoàng Đình Thể trong số các tướng theo quận Việp đi nam tiến theo lời tiến cử của quận Việp.
Xuất phát từ tháng 5 tới tháng 10, quân Trịnh qua sông Gianh, tiến sát đến doanh lũy Trấn Ninh - vốn là nơi hiểm trở, nhiều lần trong cuộc chiến Trịnh và Nguyễn thế kỷ 17, quân Trịnh tấn công nhưng không hạ được. Hoàng Ngũ Phúc sai Hoàng Đình Thể cầm một cánh quân đi bí mật tiến sát đến doanh lũy Trấn Ninh. Bên quân Nguyễn, cai đội mã quân Hoàng Văn Bật và Lê Thập Thí mở cửa đồn ra hàng. Tướng giữ đồn là Tống Hữu Trường bỏ chạy. Quân Trịnh chiếm được lũy Trấn Ninh. Hoàng Ngũ Phúc kéo đại quân vào, san phẳng lũy.
Quân Trịnh tiếp tục tiến về phía nam. Chúa Nguyễn Phúc Thuần cử Tôn Thất Tiệp làm thống binh, sai cai đội Đặng và chưởng cơ Nguyễn Văn Chính đem các quân thủy, quân bộ hội ở sông Bái Đáp. Hoàng Đình Thể cùng Hoàng Nghĩa Phát theo lệnh quận Việp bí mật theo đường núi sang qua ghềnh Trầm và nghềnh Ma, rồi mặt trước mặt sau đánh khép lại. Văn Chính chống cự, bị giết tại trận, các cánh quân Nguyễn đều tan vỡ.
Nguyễn Phúc Thuần bị quân Trịnh mặt bắc và quân Tây Sơn mặt nam đánh ép lại, phải bỏ Phú Xuân chạy vào Quảng Nam rồi vượt biển vào Gia Định. Quân Trịnh chiếm được Phú Xuân.

## Trận Cẩm Sa
Đầu năm 1775, Hoàng Ngũ Phúc đang đà thắng lợi, bèn vượt đèo Hải Vân, từ đồn Trung Sơn và xã Câu Đê tiến quân. Thủ lĩnh Tây Sơn là Nguyễn Nhạc cũng tiến ra Quảng Nam, sai Tập Đình làm tiên phong, Lý Tài làm trung quân, đón đánh quân Trịnh ở Cẩm Sa.
Quân của Tập Đình đụng độ nha hiệu của Hoàng Ngũ Phúc là Quế Vũ bá Nguyễn Đức Hoành. Quế Vũ bá Nguyễn Đức Hoành không địch nổi bị tử trận. Trong lúc nguy cấp, Hoàng Đình Thể cùng Hoàng Phùng Cơ đem kỵ binh nhanh nhẹn vào phá trận của quân Tây Sơn. Quận Việp thúc đại quân ồ ạt tiến đánh. Tập Đình thua chạy, Nguyễn Nhạc và Lý Tài lui quân về Bản Tân.
Sau trận thua này, Nguyễn Nhạc phải quy phục, xin làm tiên phong đánh chúa Nguyễn.
Sau đó quân Trịnh bị bệnh dịch, Hoàng Ngũ Phúc rút về Phú Xuân rồi bản thân lui về bắc, giao lại thành Phú Xuân cho phó tướng Bùi Thế Đạt. Không lâu sau Bùi Thế Đạt tuổi già cũng nghỉ, thành giao lại cho Phạm Ngô Cầu làm trấn thủ, Hoàng Đình Thể được giao làm phó tướng.

## Giữ Phú Xuân
Lực lượng Tây Sơn ngày càng lớn mạnh. Sau khi đánh bật Nguyễn Ánh ra khỏi Đại Việt, Tây Sơn tính tới việc ly khai Trịnh. Theo đề nghị của tướng Bắc Hà vào hàng là Nguyễn Hữu Chỉnh, năm 1786 Nguyễn Nhạc cử em là Nguyễn Huệ ra đánh Phú Xuân.
Tạo Quận công Phạm Ngô Cầu vốn không chuyên tâm giữ thành, chỉ chuyên làm việc buôn bán, không sắm sửa khí giới phòng bị lương thực. Hoàng Đình Thể bất bình vì việc đó, do vậy hai tướng bất hòa nhau. Nhân đấy, Văn Nhạc phong cho em là Văn Huệ làm Long nhương tướng quân, chỉ huy các quân thủy, quân bộ, Vũ Văn Nhậm đem tả quân, Nguyễn Hữu Chỉnh đem hữu quân, chia đường cùng tiến, qua đèo Hải Vân. Tướng giữ đồn là Hoàng Nghĩa Hồ ra đánh, bị chết. Nhân thế thắng, quân của Nguyễn Huệ xông thẳng đến Thuận Hóa.
Nguyễn Hữu Chỉnh dùng kế ly gián, viết thư dụ ông đầu hàng, nhưng cố tình gửi nhầm cho Phạm Ngô Cầu. Ngô Cầu nhận thư đã có ý hàng Tây Sơn. Nguyễn Huệ lại sai người giả làm thầy bói đến nói với Cầu phải lập đàn giải hạn để qua tai họa. Ngô Cầu nghe theo, chỉ tập trung vào việc giải hạn. Quân Tây Sơn ập đến đánh thành. Lúc ấy, Ngô Cầu đương đặt đàn chay lớn, chợt nghe tin giặc kéo đến, lúng túng, không biết thi thố cách nào.
Trước đây, vì bức thư ly gián của Hữu Chỉnh, nên Ngô Cầu và phó tướng Hoàng Đình Thể vẫn nhị tâm với nhau, sĩ tốt sinh ra nghi ngờ lười biếng, không ai có lòng chiến đấu. Gặp lúc ấy nước thủy triều lên mạnh, giặc bèn cho châu sư ồ ạt tiến sát đến dưới thành. Hoàng Đình Thể, một mình đem quân bản bộ đón đánh, thuốc súng và đạn đều hết. Ngô Cầu đóng cửa thành không cứu viện. Đình Thể cùng hai người con và tì tướng là Vũ Tá Kiên dựa vào thành lũy để bày trận, đem hết sức lực chiến đấu hăng hái; hai người con phóng ngựa ra trận giết giặc, ngựa bị què, bèn đánh lối bộ chiến, bị trọng thương, chết tại mặt trận. Đình Thể cùng Tá Kiên đều chết, Văn Huệ lùa quân ồ ạt tiến lên. (Hoàng Đình Thể cùng với hai con cố sức đánh, thúc voi xông ra giữa sông rồi bị chết).
Ngô Cầu mở cửa thành xe quan tài ra hàng, đốc thị Nguyễn Trọng Đang chết ở trong đám loạn quan. Quân Tây Sơn vào thành, chém giết thả cửa, hơn vài vạn tướng sĩ quân Trịnh đóng ở đồn, chỉ còn được vài trăm người qua sông trở về Bắc Hà mà thôi. Do đấy tướng đóng ở các đồn Cát Doanh và Động Hải nghe được phong thanh đều chạy trốn. Lính thú trong thành cùng đàn ông đàn bà chết đến hơn 3 vạn người! 
Xác người nhiều đến nỗi sông Linh Giang sau này đổi tên thành sông Hương Giang.
Không lâu sau, Nguyễn Huệ tiến ra bắc đánh chiếm Thăng Long, tiêu diệt chúa Trịnh.